# 薩姆納 (佛羅里達州)
薩姆納（英語：Sumner）是位於美國佛羅里達州李維縣的一個非建制地區。該地的面積和人口皆未知。

## 地理
薩姆納的座標為29°13′01″N 82°58′03″W / 29.21694°N 82.96750°W，而該地的平均海拔高度為3米（即10英尺）。